# Кучелаповское сельское поселение
Кучелаповское сельское поселение — муниципальное образование в составе Оричевского района Кировской области России.
Столица — деревня Кучелапы.

## История
Кучелаповское сельское поселение образовано 1 января 2006 года согласно Закону Кировской области от 07.12.2004 № 284-ЗО.

## Население
| 2010 | 2012 | 2013 | 2014 | 2015 | 2016 | 2017 |
| ---- | ---- | ---- | ---- | ---- | ---- | ---- |
| 714  | ↗717 | ↘713 | ↘705 | ↘662 | ↘651 | ↘635 |
| 2018 | 2019 | 2020 | 2021 |      |      |      |
| ↘599 | ↘581 | ↘567 | ↘499 |      |      |      |

## Состав сельского поселения
В состав сельского поселения входят 10 населённых пунктов:
| №  | Населённый пункт | Тип населённого пункта          | Население |
| -- | ---------------- | ------------------------------- | --------- |
| 1  | Березовка        | деревня                         | 8         |
| 2  | Бутырки          | деревня                         | 10        |
| 3  | Веселухи         | деревня                         | 3         |
| 4  | Ворсино          | деревня                         | 25        |
| 5  | Дербени          | деревня                         | 34        |
| 6  | Кучелапы         | деревня, административный центр | 412       |
| 7  | Песчанка         | деревня                         | 46        |
| 8  | Сосновый Бор     | посёлок                         | 171       |
| 9  | Татарник         | деревня                         | 0         |
| 10 | Шинник           | посёлок                         | 5         |